# League of Ireland 1988/89
Die League of Ireland 1988/89 war die 68. Spielzeit der höchsten irischen Fußballliga. Titelverteidiger war der Dundalk FC.
Derry City gewann zum ersten Mal die irische Meisterschaft, den Pokal und Ligapokal.

## Modus
Die zwölf Mannschaften spielten jeweils dreimal gegeneinander. Damit absolvierte jedes Team im Verlauf der Saison 33 Spiele. Die beiden letzten Vereine stiegen in die First Division ab.

## Abschlusstabelle
| Pl. | Verein                | Sp. | S  | U  | N  | Tore    | Diff. | Punkte |
| --- | --------------------- | --- | -- | -- | -- | ------- | ----- | ------ |
| 1.  | Derry City            | 33  | 24 | 5  | 4  | 070:210 | +49   | 53:13  |
| 2.  | Dundalk FC (M, P)     | 33  | 20 | 11 | 2  | 055:270 | +28   | 51:15  |
| 3.  | Limerick City         | 33  | 18 | 9  | 6  | 057:370 | +20   | 45:21  |
| 4.  | St Patrick’s Athletic | 33  | 16 | 11 | 6  | 040:190 | +21   | 43:23  |
| 5.  | Bohemians Dublin      | 33  | 12 | 6  | 15 | 041:430 | −2    | 30:36  |
| 6.  | Athlone Town (N)      | 33  | 11 | 7  | 15 | 030:330 | −3    | 29:37  |
| 7.  | Shamrock Rovers       | 33  | 8  | 13 | 12 | 034:420 | −8    | 29:37  |
| 8.  | Cork City             | 33  | 8  | 10 | 15 | 029:360 | −7    | 26:40  |
| 9.  | Shelbourne FC         | 33  | 8  | 10 | 15 | 026:400 | −14   | 26:40  |
| 10. | Galway United         | 33  | 8  | 9  | 16 | 034:560 | −22   | 25:41  |
| 11. | Cobh Ramblers (N)     | 33  | 6  | 9  | 18 | 029:540 | −25   | 21:45  |
| 12. | Waterford United      | 33  | 6  | 6  | 21 | 021:580 | −37   | 18:48  |

Platzierungskriterien: 1. Punkte – 2. Tordifferenz – 3. geschossene Tore

| (M) | Amtierender irischer Meister         |
| (P) | Amtierender irischer Pokalsieger     |
| (N) | Neuaufsteiger aus der First Division |

## Kreuztabelle
| Hinrunde (Runden 1–22) | Hinrunde (Runden 1–22) | Hinrunde (Runden 1–22) | Hinrunde (Runden 1–22) | Hinrunde (Runden 1–22) | Hinrunde (Runden 1–22) | Hinrunde (Runden 1–22) | Hinrunde (Runden 1–22) | Hinrunde (Runden 1–22) | Hinrunde (Runden 1–22) | Hinrunde (Runden 1–22) | Hinrunde (Runden 1–22) | 1988/89               | Rückrunde (Runden 23–33) | Rückrunde (Runden 23–33) | Rückrunde (Runden 23–33) | Rückrunde (Runden 23–33) | Rückrunde (Runden 23–33) | Rückrunde (Runden 23–33) | Rückrunde (Runden 23–33) | Rückrunde (Runden 23–33) | Rückrunde (Runden 23–33) | Rückrunde (Runden 23–33) | Rückrunde (Runden 23–33) | Rückrunde (Runden 23–33) |
| ---------------------- | ---------------------- | ---------------------- | ---------------------- | ---------------------- | ---------------------- | ---------------------- | ---------------------- | ---------------------- | ---------------------- | ---------------------- | ---------------------- | --------------------- | ------------------------ | ------------------------ | ------------------------ | ------------------------ | ------------------------ | ------------------------ | ------------------------ | ------------------------ | ------------------------ | ------------------------ | ------------------------ | ------------------------ |
| Derry City             | Dundalk FC             | Limerick FC            | St Patrick’s Athletic  | Bohemians Dublin       | Athlone Town           | Shamrock Rovers        | Cork City              | Shelbourne FC          | Galway United          | Cobh Ramblers          | Waterford FC           | Verein                | Derry City               | Dundalk FC               | Limerick FC              | St Patrick’s Athletic    | Bohemians Dublin         | Athlone Town             | Shamrock Rovers          | Cork City                | Shelbourne FC            | Galway United            | Cobh Ramblers            | Waterford FC             |
|                        | 1:1                    | 1:1                    | 1:0                    | 3:0                    | 3:0                    | 1:1                    | 4:2                    | 2:3                    | 5:1                    | 5:0                    | 2:0                    | Derry City            |                          | 2:0                      | –                        | 1:0                      | –                        | –                        | 0:1                      | –                        | –                        | 2:1                      | 2:0                      | 2:0                      |
| 1:1                    |                        | 2:0                    | 2:1                    | 1:1                    | 0:0                    | 2:1                    | 2:0                    | 2:2                    | 5:2                    | 3:1                    | 3:0                    | Dundalk FC            | –                        |                          | –                        | –                        | –                        | –                        | 2:1                      | 1:0                      | 1:0                      | 1:1                      | 3:1                      | –                        |
| 1:1                    | 1:2                    |                        | 0:0                    | 3:1                    | 1:0                    | 4:1                    | 2:0                    | 1:0                    | 2:1                    | 3:3                    | 2:2                    | Limerick FC           | 1:3                      | 2:5                      |                          | 3:1                      | 1:0                      | –                        | –                        | 1:1                      | –                        | –                        | –                        | 2:1                      |
| 1:0                    | 0:1                    | 0:0                    |                        | 2:0                    | 0:0                    | 0:0                    | 2:1                    | 1:1                    | 3:0                    | 3:0                    | 2:0                    | St Patrick’s Athletic | –                        | 0:1                      | –                        |                          | –                        | –                        | –                        | 0:0                      | 2:1                      | 1:1                      | 0:0                      | –                        |
| 0:2                    | 1:1                    | 4:2                    | 1:3                    |                        | 0:1                    | 2:2                    | 3:0                    | 1:0                    | 1:1                    | 2:0                    | 3:0                    | Bohemians Dublin      | 1:2                      | 0:1                      | –                        | 0:1                      |                          | –                        | –                        | 1:1                      | 1:0                      | –                        | –                        | 4:0                      |
| 1:0                    | 1:2                    | 0:0                    | 1:1                    | 0:2                    |                        | 3:1                    | 1:0                    | 0:1                    | 0:0                    | 0:0                    | 0:1                    | Athlone Town          | 0:1                      | 1:2                      | 0:3                      | 0:1                      | 4:1                      |                          | –                        | –                        | –                        | –                        | –                        | 1:2                      |
| 0:2                    | 1:1                    | 3:2                    | 0:4                    | 3:1                    | 0:1                    |                        | 2:2                    | 1:1                    | 0:2                    | 1:2                    | 1:0                    | Shamrock Rovers       | –                        | –                        | 0:0                      | 0:1                      | 3:0                      | 2:1                      |                          | –                        | –                        | –                        | –                        | 4:0                      |
| 0:1                    | 1:2                    | 0:2                    | 0:1                    | 0:0                    | 1:2                    | 0:0                    |                        | 2:1                    | 0:0                    | 3:0                    | 3:0                    | Cork City             | 0:2                      | –                        | –                        | –                        | –                        | 2:1                      | 0:1                      |                          | 0:0                      | 4:0                      | 1:1                      | –                        |
| 0:5                    | 0:0                    | 2:3                    | 0:0                    | 0:2                    | 1:0                    | 0:0                    | 0:1                    |                        | 2:0                    | 3:2                    | 1:0                    | Shelbourne FC         | 1:3                      | –                        | 0:1                      | –                        | –                        | 0:2                      | 1:1                      | –                        |                          | 1:0                      | 0:2                      | –                        |
| 0:3                    | 1:3                    | 1:5                    | 1:1                    | 2:1                    | 2:4                    | 1:1                    | 2:1                    | 0:2                    |                        | 0:1                    | 0:0                    | Galway United         | –                        | –                        | 0:3                      | –                        | 4:0                      | 1:2                      | 2:0                      | –                        | –                        |                          | –                        | 2:1                      |
| 2:5                    | 1:0                    | 0:1                    | 1:2                    | 0:2                    | 0:0                    | 1:1                    | 0:1                    | 2:2                    | 0:0                    |                        | 4:0                    | Cobh Ramblers         | –                        | –                        | 1:2                      | –                        | 0:2                      | 2:1                      | 1:1                      | –                        | –                        | 1:2                      |                          | –                        |
| 1:2                    | 1:1                    | 1:2                    | 1:4                    | 0:3                    | 0:2                    | 2:0                    | 0:0                    | 0:0                    | 0:3                    | 2:0                    |                        | Waterford FC          | –                        | 1:1                      | –                        | 1:2                      | –                        | –                        | –                        | 1:2                      | 2:0                      | –                        | 1:0                      |                          |